# Model Oppenheimer-Snyder
En relativitat general, el model Oppenheimer-Snyder és una solució a les equacions de camp d'Einstein basades en la mètrica de Schwarzschild que descriu el col·lapse d'un objecte de massa extrema en un forat negre. Porta el nom dels físics J. Robert Oppenheimer i Hartland Snyder, que el van publicar el 1939.
Durant el col·lapse d'una estrella a un forat negre, la geometria de l'exterior de l'esfera és la geometria de Schwarzschild. Tanmateix, la geometria interior és, curiosament, la mateixa geometria de Robertson-Walker que a la resta de l'univers observable.

## Història
Albert Einstein, que havia desenvolupat la seva teoria de la relativitat general el 1915, va negar inicialment la possibilitat dels forats negres, tot i que eren una implicació genuïna de la mètrica de Schwarzschild, obtinguda per Karl Schwarzschild el 1916, la primera no trivial coneguda. solució exacta de les equacions de camp d'Einstein. El 1939, Einstein va publicar "On a Stationary System with Spherical Symmetry Consistesting of Many Gravitating Masses" als Annals of Mathematics, afirmant que proporciona "una comprensió clara de per què aquestes "singularitats de Schwarzschild" no existeixen a la realitat física".
Mesos després de la publicació de l'article d'Einstein, J. Robert Oppenheimer i el seu alumne Hartland Snyder van estudiar aquest tema amb el seu article "On Continued Gravitational Contraction" fent l'argument contrari al d'Einstein. Van demostrar que quan una estrella prou massiva es queda sense combustible termonuclear, patirà una contracció gravitatòria continuada i es separarà de la resta de l'univers per un límit anomenat horitzó d'esdeveniments, del qual ni tan sols la llum pot escapar. Aquest article va predir l'existència del que avui es coneix com a forats negres. El terme "forat negre" va ser encunyat dècades més tard, a la tardor de 1967, per John Archibald Wheeler en una conferència celebrada per l'Institut Goddard d'Estudis Espacials a la ciutat de Nova York; va aparèixer per primera vegada a la impremta l'any següent. Oppenheimer i Snyder van utilitzar la pròpia teoria de la gravetat d'Einstein per demostrar com els forats negres es podrien desenvolupar per primera vegada en la física contemporània, però sense fer referència a l'esmentat article d'Einstein. Oppenheimer i Snyder, però, es van referir a un article anterior d'Oppenheimer i Volkoff sobre estrelles de neutrons, millorant el treball de Lev Davidovich Landau. Anteriorment, i el mateix any, Oppenheimer i tres col·legues, Richard Tolman, Robert Serber i George Volkoff, havien investigat l'estabilitat de les estrelles de neutrons, obtenint el límit de Tolman-Oppenheimer-Volkoff. Oppenheimer no tornaria a examinar el tema en publicacions futures.

## Model
El model Oppenheimer-Snyder de col·lapse gravitatori continuat es descriu per l'element de línia
{\displaystyle ds^{2}=-d{\tau ^{2}}+A^{2}({\eta })\left({\frac {dR^{2}}{1-2M{\frac {R_{-}^{2}}{R_{b}^{2}}}{\frac {1}{R_{+}}}}}+R^{2}d\Omega ^{2}\right)}
Les quantitats que apareixen en aquesta expressió són les següents:
- Les coordenades són {\displaystyle (\tau ,R,\theta ,\phi )} on {\displaystyle \theta ,\phi } són les coordenades de la 2-esfera.
- {\displaystyle R_{b}} és una quantitat positiva, el "radi del límit", que representa el límit de la regió de la matèria.
- {\displaystyle M} és una quantitat positiva, la massa.
- {\displaystyle R_{-}=\mathrm {min} (R,R_{b})} i {\displaystyle R_{+}=\mathrm {max} (R,R_{b})}.
- {\displaystyle \eta } es defineix implícitament per l'equació {\displaystyle \tau (\eta ,R)={\frac {1}{2}}{\sqrt {\frac {R_{+}^{3}}{2M}}}(\eta +\sin \eta ).}
- {\displaystyle A(\eta )={\frac {1+\cos \eta }{2}}}

Aquesta expressió és vàlida tant en la regió de la matèria {\displaystyle R<R_{b}}, i la regió del buit {\displaystyle R>R_{b}}, i transicions contínues entre els dos.

## Recepció i llegat
Kip Thorne va recordar que els físics inicialment es van mostrar escèptics respecte al model, considerant-lo "vertaderament estrany" en aquell moment. Va explicar a més: "Va ser difícil per a la gent d'aquella època entendre el document perquè les coses que s'estaven fumant de les matemàtiques eren molt diferents de qualsevol imatge mental de com haurien de comportar-se les coses a l'univers". El mateix Oppenheimer va pensar poc d'aquest descobriment. No obstant això, alguns van considerar que el descobriment del model era més significatiu que Oppenheimer, i el model es descriuria més tard com a futurista. Freeman Dyson va pensar que era la contribució més gran d'Oppenheimer a la ciència. Lev Davidovich Landau va afegir el document Oppenheimer-Snyder a la seva "llista daurada" de papers clàssics. John Archibald Wheeler va ser inicialment un opositor del model fins a finals dels anys 50, quan se li va demanar que ensenyés un curs sobre relativitat general a la Universitat de Princeton. Wheeler va afirmar en una conferència el 1958 que el model Oppenheimer-Snyder havia descuidat les moltes característiques d'una estrella realista. Tanmateix, més tard va canviar d'opinió completament després de ser informat per Edward Teller que una simulació per ordinador realitzada per Stirling Colgate i el seu equip al Laboratori Nacional Lawrence Livermore havia demostrat que una estrella prou pesada patiria una contracció gravitatòria contínua d'una manera similar a l'escenari idealitzat. descrit per Oppenheimer i Snyder. Posteriorment, Wheeler va tenir un paper clau en la reactivació de l'interès per la relativitat general als Estats Units, i va popularitzar el terme "forat negre" a finals dels anys seixanta. Diversos físics teòrics van seguir aquest tema i a finals dels anys 60 i principis dels 70, els avenços en l'astronomia observacional, com els radiotelescopis, van canviar l'actitud de la comunitat científica. Els púlsars ja s'havien descobert i els forats negres ja no es consideraven simples curiositats de llibres de text. Cygnus X-1, el primer candidat a un forat negre sòlid, va ser descobert pel telescopi espacial de raigs X Uhuru el 1971. Jeremy Bernstein el va descriure com "un dels grans articles de la física del segle XX".
Després de guanyar el Premi Nobel de Física l'any 2020, Roger Penrose acreditaria el model Oppenheimer-Snyder com una de les seves inspiracions per a la investigació.
El hindú va escriure el 2023:
"El món de la física sí que recorda el document. Mentre que Oppenheimer és recordat a la història com el "pare de la bomba atòmica", la seva major contribució com a físic va ser en la física dels forats negres. El treball d'Oppenheimer i Hartland Snyder va ajudar a transformar els forats negres d'imatges de les matemàtiques a possibilitats físiques reals, una cosa que es pot trobar al cosmos. »